# يوهان إنكه
يوهان إنكي (بالألمانية: Johann Franz Encke)‏ (مواليد 23 سبتمبر 1791 توفي في 26 أغسطس 1865) وهو فلكي ألماني ولد في هامبورغ.
تلقى تعليمه في المدرسة الأكاديمية في يوهانيوم . درس الرياضيات وعلم الفلك جامعة غوتنغن سنة 1811 تحت أشراف كارل فريدريش غاوس لكنه جند في فيلق الهانزية لحملة سنة 1813-1814، وأصبح ملازما للمدفعية في الجيش البروسي في 1815. بعد أن عاد إلى غوتنغن في 1816، عين مساعدا لبرنارد فون ليندناو مساعدا له في مرصد سيبرغ [الإنجليزية] قرب غوتا.
هناك أكمل تحقيقاته حول مذنب سنة 1680، وحصل على جائزة غوتا في عام 1817، قدر بشكل صحيح مدة دورة المذنب وهي 71 سنة إلى المذنب عام 1812. ويسمى هذا المذنب الآن ب 12P/Pons-Brooks.
بناء على اقتراح من يان لويس بونس، الذي يشتبه في واحدة من ثلاثة المذنبات التي اكتشفت في 1818 لتكون نفس الواحدة المكتشف من قبله في 1805، بدأ أنكي بحساب العناصر المدارية لهذا المذنب. في هذا الوقت، كل المذنبات ذات الفترة المدارية المعروف من سبعين عاما وأكثر، حيث الأوج هو أبعد من مدار اورانوس. وكان المذنب الأكثر شهرة من هذه العائلة هو مذنب هالي في الفترة ست وسبعين سنة. لذا مدار المذنب اكتشف بونس عمل ضجة كبيرة، وتم ايجاد الفترة المدارية في مدة 3.3 سنة، لذلك كان لا بد من أوجه في مدار كوكب المشتري. وتوقع عودته 1822، لكن هذه العودة لم يكن من الممكن ملاحظتها سوى في نصف الكرة الجنوبي وشوهد من قبل كارل لودفيج من أستراليا.
أرسل إنكي حساباته كملاحظة لغاوس وهنريتش ويليام أولبيرس وفريدريش بسل. أساتذة الرياضيات السابقين له ونشروا هذه المذكرة وأصبح أنكي مشهورا كمكتشف المذنبات الدورية قصيرة. وسمي الكائن الأول من هذه الأسرة بمذنب إنكي.
في 1822 أصبح مديرا لمرصد سبيرغ ، وعام 1825 تمت ترقيته إلى منصب مشابه في برلين، حيث تم تشييد المرصد الجديد، الذي بني تحت إشرافه وبدعم من ألكسندر فون هومبولت والملك فريدريك وليام الثالث من بروسيا، وافتتح في 1835. أصبح أنكي مدير المرصد الجديد.
في 1837، وصف تباين واسع في سطوع حلقة زحل آي A.لكنه لم يدرك ماهيتها وسميت في وقت لاحق الفجوة باسمه. بعد أن أوضحها واكتشفها جيمس كيلر
في 1844، أصبح أستاذا لعلم الفلك في جامعة برلين. وقد قام بالكثير من الأعمال التي تقوم عل على تسهيل حساب حركات الكواكب الصغيرة. مع نهاية هذا في رأي انه شرح للأكاديمية برلين في عام 1849 وضع تحديدا لشكل المدار بأنه مدار بيضاوي الشكل من ملاحظاته، وشكل1851 طريقة جديدة لحساب اضطرابات الكواكب بواسطة مستطيلة الإحداثيات سنة 1851
زار انكلترا في عام 1840. وكان قد انتخب عضوا أجنبيا في الأكاديمية الملكية السويدية للعلوم في 1836. وأجبره بدايه مرض في المخ على الانسحاب من الحياة الرسمية في نوفمبر تشرين الثاني عام 1863. وبقي مديرا لمرصد برلين حتى وفاته في 26 أغسطس 1865.

## روابط خارجية
- يوهان إنكي على موقع الموسوعة البريطانية (الإنجليزية)
- يوهان إنكي على موقع إن إن دي بي (الإنجليزية)